# Refugio de Vida Silvestre Laquipampa
Das Refugio de Vida Silvestre Laquipampa ist ein nationales Schutzgebiet in Nordwest-Peru in der Region Lambayeque. Das Schutzgebiet wurde am 7. Juli 2006 eingerichtet. Verwaltet wird es von der staatlichen Naturschutz-Agentur Servicio Nacional de Areas Naturales Protegidas por el Estado (SERNANP). Das Areal besitzt eine Fläche von 83,29 km². Es entspricht der IUCN-Kategorie IV und damit einem Biotop- und Artenschutzgebiet. Das Refugio de Vida Silvestre Laquipampa dient der Erhaltung einer bewaldeten Bergregion an der Westflanke der peruanischen Westkordillere.

## Lage
Das Schutzgebiet befindet sich größtenteils im Distrikt Incahuasi der Provinz Ferreñafe sowie zu einem kleinen Teil im Distrikt Jayanca der Provinz Lambayeque. Die Flusstäler des Río La Leche und dessen rechten Quellflusses Río Moyán begrenzen das Gebiet im Süden. Die nördliche Schutzgebietsgrenze bildet der Gebirgskamm nördlich dieser beiden Flusstäler.
Das Areal lässt sich durch folgende Koordinaten grob beschreiben:
(,
,
,
,
,
).

## Ökosystem
Zur Vogelwelt im Schutzgebiet gehören der Weißschwingenguan (Penelope albipennis), die Gelbbauchtaube (Leptotila ochraceiventris), der Buntflügel-Schmätzertyrann (Ochthoeca piurae), der Braunschulter-Baumspäher (Clibanornis erythrocephalus), der Bartguan (Penelope barbata), der Rosthals-Blattspäher (Syndactyla ruficollis), der Graubrust-Schnäppertyrann (Lathrotriccus griseipectus), das Indigopfäffchen (Amaurospiza concolor) und der Andenkondor (Vultur gryphus). Zu den Säugetieren im Schutzgebiet gehören der Brillenbär (Tremarctos ornatus), der Weißwedelhirsch (Odocoileus virginianus), der Südliche Tamandua (Tamandua tetradactyla) und das Guayaquil-Hörnchen (Sciurus stramineus). Außerdem leben in dem Areal 17 Reptilienarten sowie 2 Amphibien-Arten.